# Maltot
Maltot est une commune française située dans le département du Calvados en région Normandie, peuplée de 1 044 habitants.

## Géographie
Maltot est une commune de l'agglomération caennaise située à 7 kilomètres au sud de la préfecture calvadosienne, dans la vallée de l'Orne.
La commune est desservie par la ligne 11 et la ligne scolaire 109 du réseau des bus verts du Calvados.
|                     | Éterville          | Louvigny             |
| Fontaine-Étoupefour | Maltot             | Saint-André-sur-Orne |
| Vieux               | Feuguerolles-Bully |                      |

### Hydrographie
La commune est située dans le bassin Seine-Normandie. Elle est drainée par l'Orne et le ruisseau de Maltot,,.
L'Orne, d'une longueur de 170 km, prend sa source dans la commune d'Aunou-sur-Orne et se jette  dans l'embouchure de l'Orne à Merville-Franceville-Plage, après avoir traversé 60 communes. 

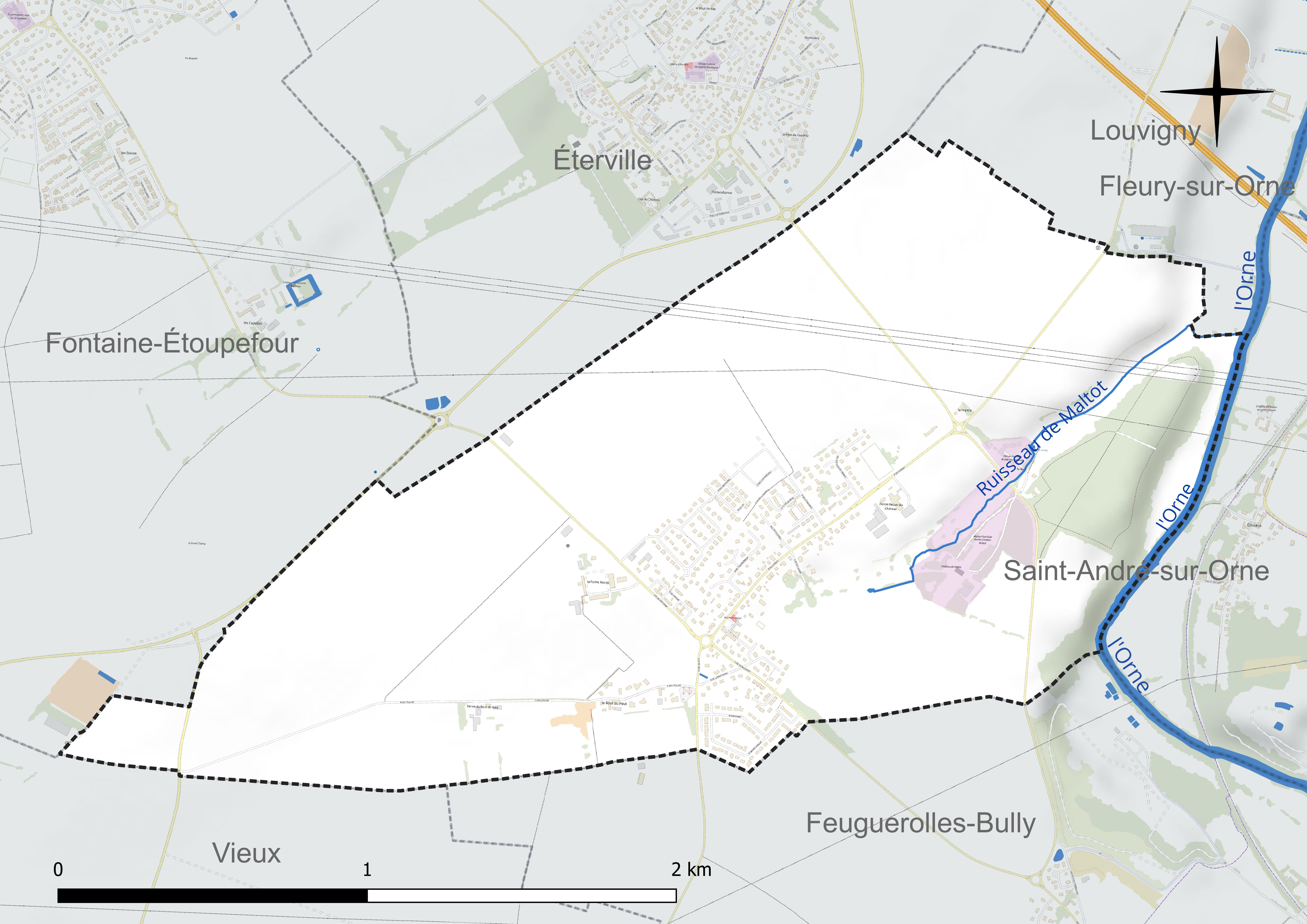
Réseau hydrographique de Maltot.

### Climat
Pour des articles plus généraux, voir Climat de la Normandie et Climat du Calvados.
En 2010, le climat de la commune est de type climat océanique altéré, selon une étude du CNRS s'appuyant sur une série de données couvrant la période 1971-2000. En 2020, Météo-France publie une typologie des climats de la France métropolitaine dans laquelle la commune est exposée à un climat océanique et est dans la région climatique Normandie (Cotentin, Orne), caractérisée par une pluviométrie relativement élevée (850 mm/a) et un été frais (15,5 °C) et venté. Parallèlement le GIEC normand, un groupe régional d'experts sur le climat, différencie quant à lui, dans une étude de 2020, trois grands types de climats pour la région Normandie, nuancés à une échelle plus fine par les facteurs géographiques locaux. La commune est, selon ce zonage, exposée à un « climat des plateaux abrités », correspondant à la plaine agricole de Caen à Falaise, sous le vent des collines de Normandie et proche de la mer, se caractérisant par une pluviométrie et des contraintes thermiques modérées.
Pour la période 1971-2000, la température annuelle moyenne est de 10,5 °C, avec  une amplitude thermique annuelle de 12,1 °C. Le cumul annuel moyen de précipitations est de 765 mm, avec 11,9 jours de précipitations en janvier et 7,3 jours en juillet. Pour la période 1991-2020, la température moyenne annuelle observée sur la station météorologique la plus proche, située sur la commune de Carpiquet à 7 km à vol d'oiseau, est de 11,5 °C et le cumul annuel moyen de précipitations est de 740,3 mm,. Pour l'avenir, les paramètres climatiques de la commune estimés pour 2050 selon différents scénarios d'émission de gaz à effet de serre sont consultables sur un site dédié publié par Météo-France en novembre 2022.

## Urbanisme

### Typologie
Au 1er janvier 2024, Maltot est catégorisée bourg rural, selon la nouvelle grille communale de densité à 7 niveaux définie par l'Insee en 2022.
Elle est située hors unité urbaine. Par ailleurs la commune fait partie de l'aire d'attraction de Caen, dont elle est une commune de la couronne,. Cette aire, qui regroupe 296 communes, est catégorisée dans les aires de 200 000 à moins de 700 000 habitants,.

### Occupation des sols
L'occupation des sols de la commune, telle qu'elle ressort de la base de données européenne d'occupation biophysique des sols Corine Land Cover (CLC), est marquée par l'importance des territoires agricoles (82,1 % en 2018), en diminution par rapport à 1990 (86,2 %). La répartition détaillée en 2018 est la suivante : 
terres arables (73,4 %), zones urbanisées (11,1 %), prairies (8,6 %), forêts (6,8 %), zones agricoles hétérogènes (0,1 %). L'évolution de l'occupation des sols de la commune et de ses infrastructures peut être observée sur les différentes représentations cartographiques du territoire : la carte de Cassini (XVIIIe siècle), la carte d'état-major (1820-1866) et les cartes ou photos aériennes de l'IGN pour la période actuelle (1950 à aujourd'hui).

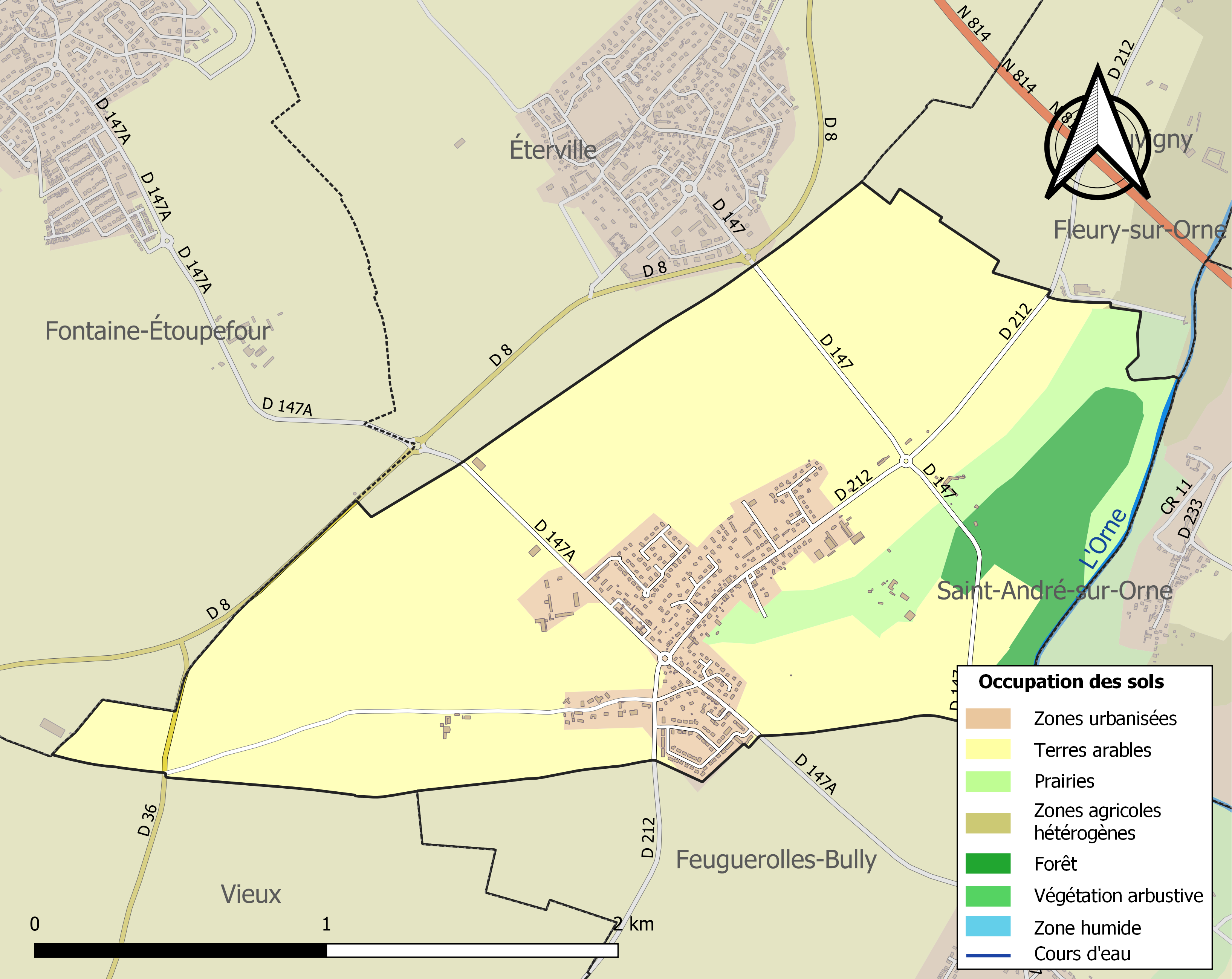
Carte des infrastructures et de l'occupation des sols de la commune en 2018 (CLC).

## Toponymie
Le nom de la localité est attesté dans le Roman de Rou (chronique du XIIe siècle qui raconte l'histoire des Normands) dans une énumération des combattants à Hastings en 1066 : « L'ancestre Hue li Bigot qui aveit terre à Maletot… »; sous les formes Maletot en 1250 ; Maletotum au XIVe siècle ; Malletot en 1371 ; Mailletot en 1667.
Pou ce toponyme l'hypothèse qui paraît la plus vraisemblable est celle de la combinaison du vieux norrois Medhal, « milieu », avec le vieux norrois topt, « domaine ». L'Angleterre nous offre d'ailleurs dans Malton, Yorkshire Nord.
 L'exemple d'une contraction identique de Medhal en Mal dans une formation de même nature (à ceci près que tun y tient la place de notre topt).
Le même nom est porté par un hameau de Saint-Ouen-du-Breuil et de Pavilly en Seine-Maritime, (Maletot, fin du XIe siècle et par deux hameaux dans le département de la manche, respectivement à Réville, à Quettehou, à Sainte-Suzanne-sur-Vire et de Saint-Lô.
Le gentilé est Maltotais.

## Histoire
Maltot est libérée le 23 juillet 1944 par des troupes britanniques.

## Politique et administration
| Période                                  | Période   | Identité        | Étiquette | Qualité                    |
| ---------------------------------------- | --------- | --------------- | --------- | -------------------------- |
| mars 1989                                | mars 2001 | Hubert Philippe |           |                            |
| mars 2001                                | mars 2008 | Antoine Bouet   |           |                            |
| mars 2008                                | En cours  | Rémy Guilleux   |           | Retraité de l'enseignement |
| Les données manquantes sont à compléter. |           |                 |           |                            |

Le conseil municipal est composé de quinze membres dont le maire et quatre adjoints.

## Démographie
L'évolution du nombre d'habitants est connue à travers les recensements de la population effectués dans la commune depuis 1793. Pour les communes de moins de 10 000 habitants, une enquête de recensement portant sur toute la population est réalisée tous les cinq ans, les populations de référence des années intermédiaires étant quant à elles estimées par interpolation ou extrapolation. Pour la commune, le premier recensement exhaustif entrant dans le cadre du nouveau dispositif a été réalisé en 2008.
En 2022, la commune comptait 1 044 habitants, en évolution de −1,14 % par rapport à 2016 (Calvados : +1,58 %, France hors Mayotte : +2,11 %).
| 1793 | 1800 | 1806 | 1821 | 1831 | 1836 | 1841 | 1846 | 1851 |
| ---- | ---- | ---- | ---- | ---- | ---- | ---- | ---- | ---- |
| 238  | 325  | 352  | 363  | 347  | 315  | 326  | 311  | 338  |

| 1856 | 1861 | 1866 | 1872 | 1876 | 1881 | 1886 | 1891 | 1896 |
| ---- | ---- | ---- | ---- | ---- | ---- | ---- | ---- | ---- |
| 323  | 330  | 320  | 305  | 264  | 219  | 208  | 200  | 226  |

| 1901 | 1906 | 1911 | 1921 | 1926 | 1931 | 1936 | 1946 | 1954 |
| ---- | ---- | ---- | ---- | ---- | ---- | ---- | ---- | ---- |
| 209  | 208  | 206  | 180  | 170  | 166  | 168  | 133  | 271  |

| 1962 | 1968 | 1975 | 1982 | 1990 | 1999 | 2006 | 2008 | 2013 |
| ---- | ---- | ---- | ---- | ---- | ---- | ---- | ---- | ---- |
| 338  | 327  | 337  | 382  | 538  | 575  | 768  | 795  | 992  |

| 2018  | 2022  | - | - | - | - | - | - | - |
| ----- | ----- | - | - | - | - | - | - | - |
| 1 015 | 1 044 | - | - | - | - | - | - | - |

## Lieux et monuments
- Église Saint-Pierre dont le chœur de la première moitié du XIIIe siècle est classé monument historique depuis le 19 janvier 1911[29].
- Château de Maltot, centre de formation MFR Maltot.
- Stèle Dorset Regiment (en).
- Le calvaire avec Jésus, Marie et Jean.
- Le monument aux morts des deux guerres mondiales.

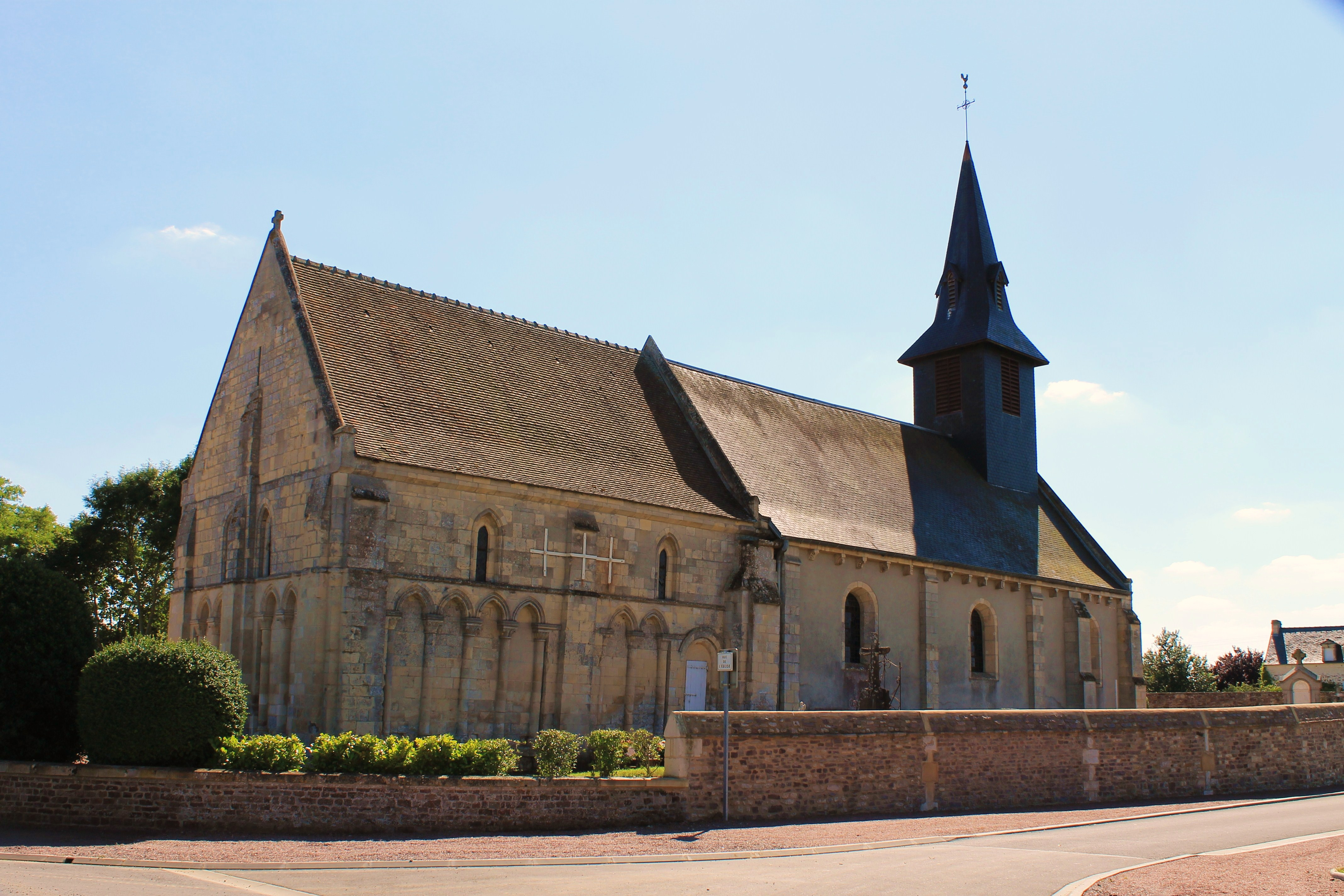
L'église Saint-Pierre.
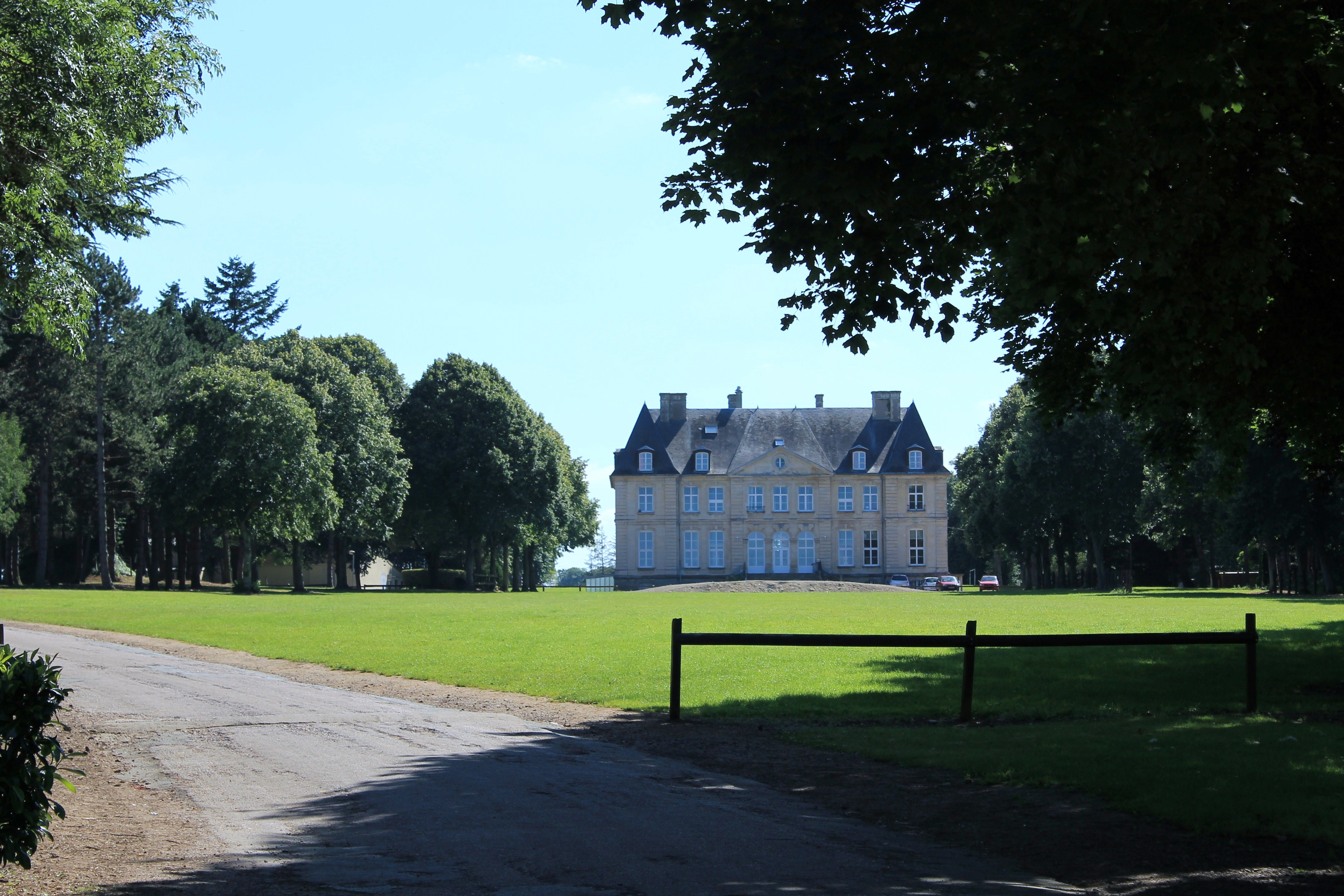
Le château.